# Gertrude Schoißwohl

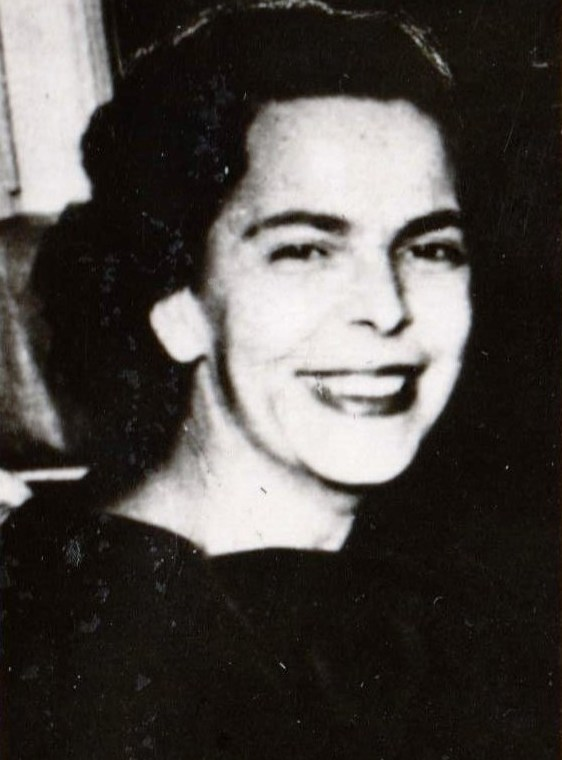
Gertrude Schoißwohl

Gertrude Schoißwohl (* 5. Mai 1920; † 11. Jänner 1997 in Innsbruck) war eine österreichische Schachspielerin.

## Nahschach
Bei der österreichischen Staatsmeisterschaft 1960 in Innsbruck hat Gertrude Schoißwohl hinter Ida Salzmann den zweiten Platz belegt. 1974 in Gloggnitz wurde sie vor Ida Salzmann österreichische Staatsmeisterin.

## Fernschach
Bei der ersten Fernschachweltmeisterschaft der Frauen belegte sie hinter Olga Rubzowa den zweiten Platz.
Im Jahr 1997 erhielt sie posthum den Titel Fernschach-Großmeister der Frauen.